# Piabina anhembi
Piabina anhembi är en fiskart som beskrevs av Da Silva och Kaefer 2003. Piabina anhembi ingår i släktet Piabina och familjen Characidae. Inga underarter finns listade i Catalogue of Life.